# Зіпсований телефон
Зіпсований телефон — всесвітньо відома дитяча гра. Суть якої полягає в передачі усного повідомлення від людини до людини і подальшого виявлення спотворень його початкового змісту.

## Гра
Гравці розташовуються у рядок або коло. Перший гравець придумує повідомлення та шепоче його на вухо другому учаснику шеренги. Другий гравець повторює повідомлення третьому і так до останнього гравця. Коли останній гравець отримує повідомлення, він оголошує почуте всім учасникам. Потім перший учасник порівнює початкове повідомлення(придумане на початку гри) із оголошеною останнім гравцем версією. Хоча мета гри полягає в тому, щоб переказати повідомлення і зберегти його початковий вміст, задоволення від гри приносить те, що повідомлення зазвичай змінюється. Зміни, як правило, накопичуються під час переказів, тому контекст озвученого останнім гравцем суттєво відрізняється від придуманого першим, як правило, з кумедним або жартівливим ефектом. Причиною змін зазвичай є занепокоєння, нетерпіння, помилкові виправлення, тощо.

## Варіанти гри
- Чутки

У цьому варіанті гри, гравці передають повідомлення і навмисно змінюють його вміст (одне або два слова), часто на щось більш жартівливе, ніж попереднє повідомлення. Проміжні повідомлення можна порівняти.
- Передача невеликого зв'язкового оповідання

Для цього варіанту гри потрібно підготувати оповідання невеликого розміру (на папері). Тоді учасники, за винятком двох, виходять із приміщення. Перший учасник зачитує оповідання другому. Потім у приміщення запрошують третього учасника, другий переповідає йому почутий текст, намагаючись передати його якнайточніше. Третій переповідає текст четвертому і так далі до останнього учасника. Учасники, що переповіли оповідання, відходять убік та чекають, не контактуючи з тими, хто ще не чув тексту. Учасник, який слухає, може уточнювати, просити пояснити або повторити якісь деталі оповідання. Останній учасник повторює розповідь. Після завершення переказів, учасникам зачитують початкове оповідання.
- Опис побаченого

Схожий на попередній варіант, але перший учасник має описати картинку, яка відображає якусь життєву ситуацію, сцену, конфлікт, другому учаснику. Другий — третьому і так до останнього учасника. Після завершення гри, опис картинки останнього учасника порівнюють із оригіналом картинки.
- Передача інструкції

Для цього варіанту гри потрібен ведучий, який складе інструкцію для першого учасника. Перший учасник повинен відтворити все те, що йому сказав зробити ведучий, наприклад:  вишикувати учасників групи за алфавітом, потім підняти руки у тих, у кого в прізвищі є певна літера, тощо. Учасники гри по черзі мають передавати опис інструкції, даної першому учаснику. При цьому забороняється уточнювати та повторювати зміст інструкції. Після завершення гри обговорюють дії учасників і ті зміни, які вони внесли до початкової інструкції.